# Carrière de Loisail
Le site de la cavité de Loisail ou carrière souterraine de Loisail ou ancienne carrière du Bas-Champaillaume est situé dans le département de l'Orne (Normandie) dans la commune de Loisail à environ 50 km à l'est d'Alençon, dans le parc naturel régional du Perche.
Ce site a été proposé comme zone spéciale de conservation (ZSC), proposition qui fait l'objet d'une consultation publique en 2015.

## Description du site
La carrière souterraine (superficie cadastrale : 1,35 hectare) comprend trois complexes de salles avec des piliers de section quadrangulaires. Ces salles, périodiquement en partie inondées jusqu'à mi-hauteur, sont réunies par un couloir de 50 mètres de long environ. Elles communiquent avec l’environnement extérieur par une entrée principale et trois cheminées pouvant être empruntées par les chiroptères. Il existait une autre cheminée, mais qui s'est effondrée. Un  puits d'environ 40 m de profondeur met aussi la cavité en communication avec l'extérieur (en plus de l'entrée principale). Pour des raisons de sécurité et pour la quiétude des chiroptères, les entrées sont closes par d'épaisses barres d'acier (« Depuis cette fermeture, le nombre d'individus dans la cavité a progressé, passant de 421 individus 
en 1999 à 1 034 en 2006 ». Il est devenu le « premier site d'hibernation à chauves-souris de Normandie »,).
Les chauve-souris ont trouvé là un habitat de substitution leur convenant, puisque cette cavité est — selon les inventaires naturalistes existants — devenue l'un des sites à chiroptères les plus intéressants de la région, avec une grande diversité spécifique (espèces variées) et des habitats d'intérêt communautaire. Il abrite notamment les espèces suivantes : 
- Petit rhinolophe (Rhinolophus hipposideros)
- Grand rhinolophe (Rhinolophus ferrumequinum)
- Barbastelle d'Europe (Barbastella barbastellus)
- Vespertilion à oreilles échancrées (Myotis emarginatus)
- Vespertilion de Bechstein (Myotis bechsteinii)
- Grand Murin (Myotis myotis).

Ces espèces sont protégées au niveau national et européen (annexe II de la directive "Habitats-Faune-Flore"). 
Cette cavité fait partie d'un groupe de cavités abritant dans la région 21 espèces bas-normandes de chauves-souris, dont 12 présentes sur chaque site, toutes protégées nationalement et dont 6 figurent sur l’annexe II de la directive « Habitats-Faune-Flore ». Les effectifs fluctuent selon les sites et les années (« de 100 à 1 000 individus et varient en fonction des hivers et des conditions météorologiques »).
En raison de son intérêt écologique, notamment pour la protection des chiroptères, un arrêté de 2015, soumis à consultation publique, propose la désignation de ce site en « zone spéciale de conservation (ZSC) FR 2502002 « carrière de Loisail » en droit national. Elle appartient à la zone biogéographique « Atlantique » ».

## Géographie, contexte éco-paysager
Contexte éco-paysager : le site se situe à la limite du Bassin parisien et du Massif armoricain. 
La carrière a été creusée dans un ensemble de plateaux (calcaires du Jurassique moyen) cultivés, localement boisé. Le climat est de type océanique.

## Géologie
Le substrat de la cavité est constitué de « craie de  Rouen » (Cénomanien moyen dans la partie supérieure et Cénomanien inférieur dans la partie basse de la carrière, ces deux couches étant séparées par une limite intermédiaire indurée). Cette craie, ici affleurante sur le plateau, « blanche, tendre, peu cohérente, [...] peut être légèrement siliceuse et [...] présente parfois des nodules. Les silex, de couleur gris bleuté ou noire, y sont rares ».  

## Mesures de classement, de protection et de gestion
Après avoir été classé ZNIEFF de type I dénommée « Ancienne carrière du Bas Champaillaume » désignée par le n° 0000-0186) dans le cadre de la directive « Habitats-Faune-Flore », ce site a été proposé par la France comme site d'intérêt communautaire (pSIC) en septembre 2000. Il a été retenu par l'Union européenne (SIC) pour son intérêt patrimonial pour les chiroptères. Il a été classé par arrêté du 7 décembre 2004 publié au JOCE sous le nom "Carrière de Loisail" (site n° FR2502002). 

Une convention-cadre du 3 décembre désigne le Conservatoire fédératif des  espaces naturels de Basse-Normandie (CFEN) comme opérateur local pour la réalisation du document d'objectifs, qui a commencé avec l'installation le 24 février 2005 d'un comité de pilotage. Le DOCOB a été fait avec l'appui scientifique du Groupe mammalogique normand (GMN).